# Gemotoriseerde sport in Suriname
De gemotoriseerde sport in Suriname kwam op in de jaren 1930 en bestond aanvankelijk uit behendigheidswedstrijden en rally's. In 2013 opende Motosur de eerste racebaan van Suriname, het Suriname Motorsport Park in Para.

## Geschiedenis

### Automobilistenvereniging
De eerste auto kwam in 1913 in Suriname aan. Het duurde nog tot juli 1936 voordat er een automobilistenvereniging werd opgericht. Deze droeg de naam 'Paramaribo'. In het eerste jaar waren 30 automobilisten lid en een jaar later waren dat er 42. De nadruk lag er in de begintijd op om het verkeer beter te regelen en nog niet om sportwedstrijden te houden. Op 12 februari 1938 werd er een wedstrijd gehouden in behendige besturing, met onderdelen als een helling en wipplank over rijden, auto ondertussen uit- en aanzetten en door kegels heenrijden. Er werden ook winnaars aangewezen. Dit soort wedstrijden werden hierna nog enkele malen georganiseerd.

### Rally's

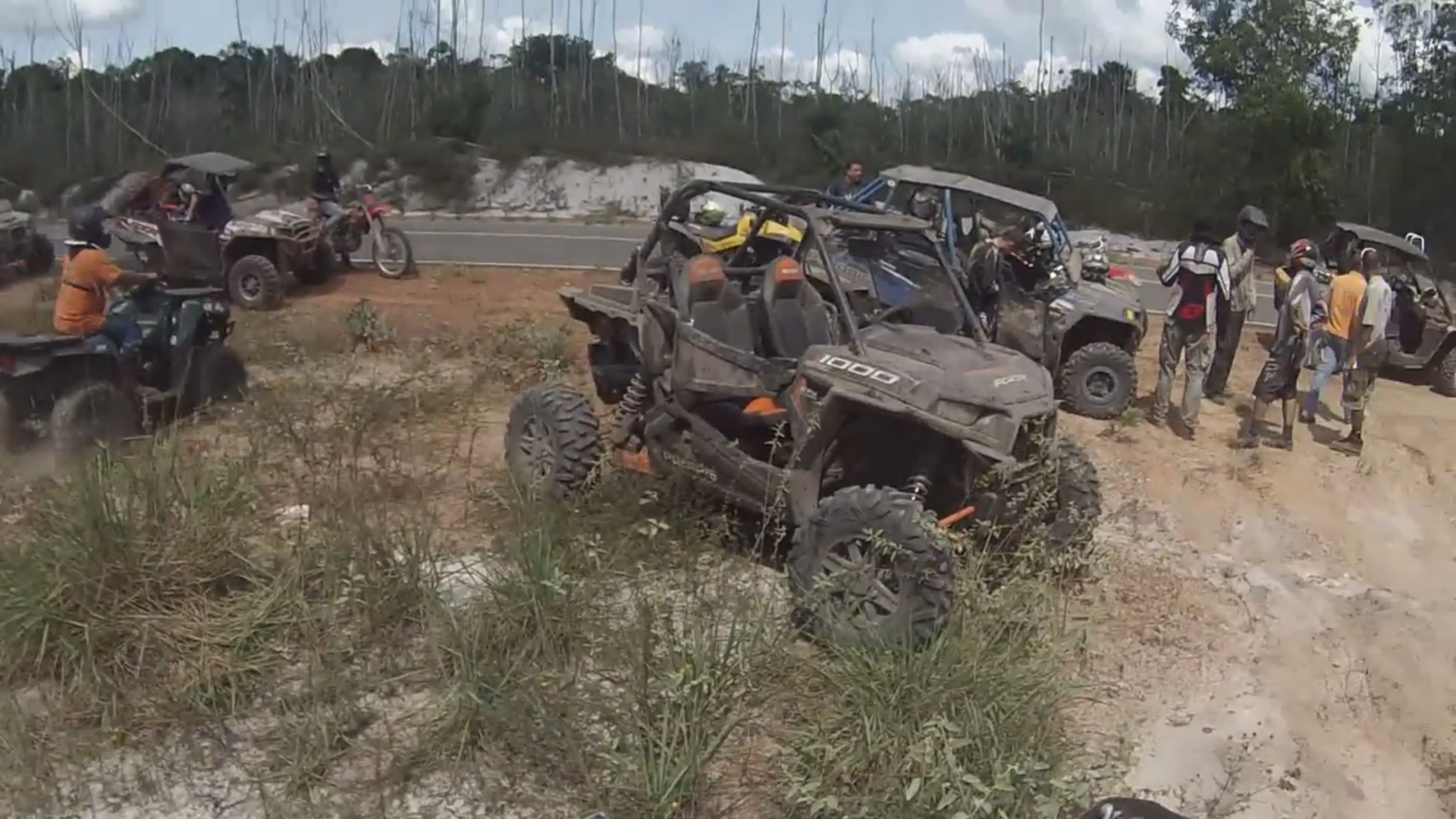
Savanne-rally, 2013

Op 28 september 1952 werd in Suriname de eerste sterrit (rally) georganiseerd door de kort ervoor opgerichte Surinaamse Motorrijders Vereniging. Er werden twee etappes van bij elkaar 167 kilometer verreden door 45 deelnemers. Onderweg werd een rustpauze gehouden van twee uur. Op 29 augustus 1954 volgde een Zündapp-rally. Twee maanden later werd de Eerste Surinaamse Bromfietsen Club opgericht die jarenlang sterritten organiseerde.
Ook daarna werden verschillende rally's georganiseerd voor brommers, motoren en auto's. Dankzij de verbinding over de Marowijnerivier kon in 1969 voor het eerst de afstand Cayenne-Paramaribo overbrugd worden. Sinds de jaren zeventig werden speciale savannerally's georganiseerd waarbij gedurende drie dagen tussen de duizend en vijftienhonderd kilometer werd afgelegd.
Verder worden er rally's georganiseerd door de Surinaamse Auto Rally Klub (SARK), zoals de SARK Friyari rally (januari), CoNi (oktober), de Savannerally (november), de Zeker is Zeker Familie Speurtocht en de End of the Year Rally (beide in december).

### Motosur
Op 2 november 2006 werd Motosur opgericht, voluit de Stichting ter bevordering van de Motorsport in Suriname. Motosur organiseert sindsdien wedstrijden zoals dragraces op verschillende plaatsen in het land.

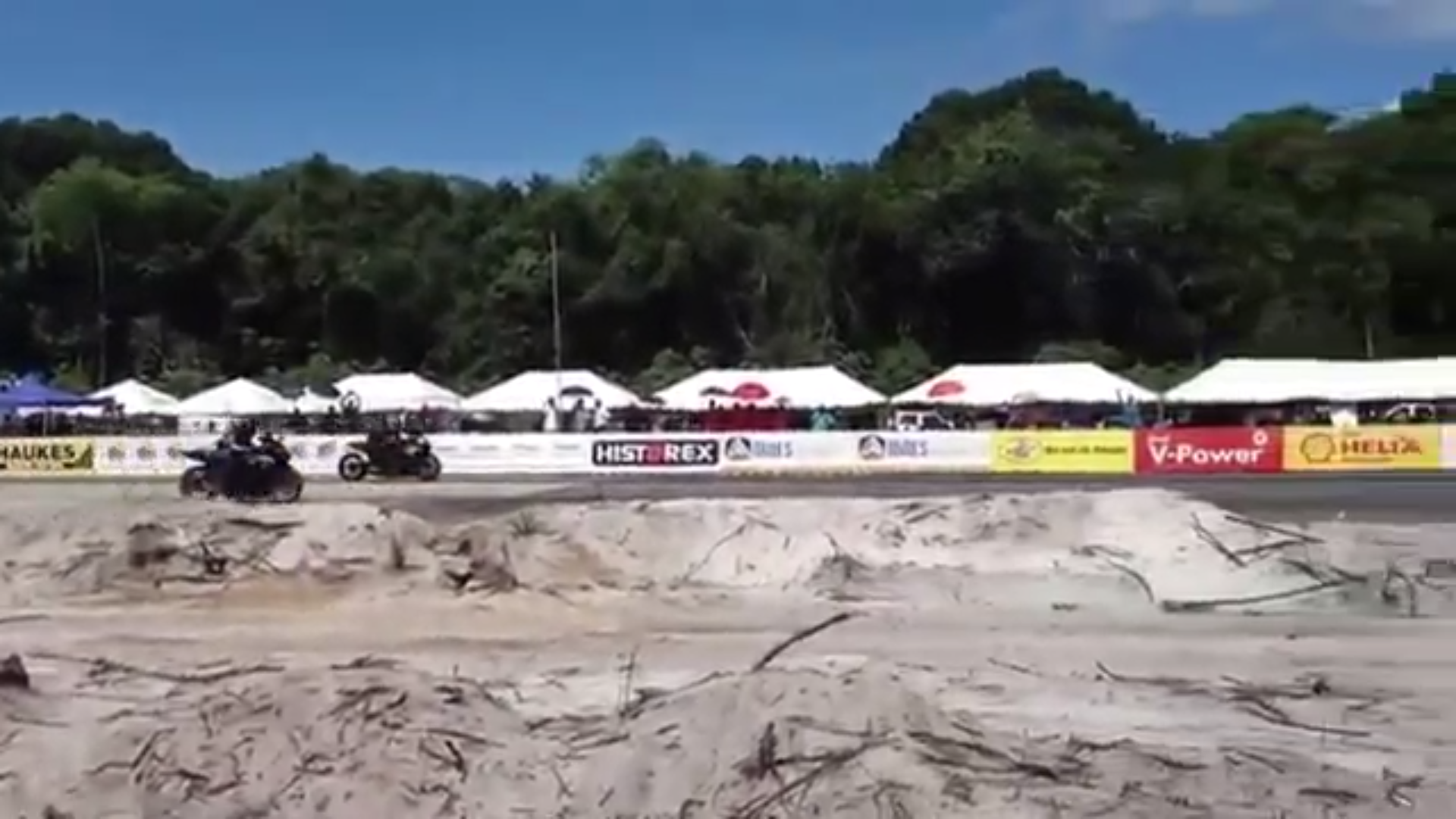
Motorsport Park van Motosur, 2013

Op 15 juni 2010 stelde minister Santokhi van Justitie en Politie de werkgroep Bevordering Motorsport in Suriname in met Desmond Plet van het directoraat Sportzaken als voorzitter. De commissie had tot doel om een crossterrein te vinden, waardoor de races op de openbare weg uit de illegale sfeer gehaald zouden worden. Er werd toegewerkt aan een locatie met een oppervlakte van rond de honderd hectare. In de commissie waren ook leden van Motosur vertegenwoordigd. In april 2011 was nog korstondig de Stichting Sur Race Track in beeld als mededinger.
Vervolgens was het Motosur die in mei 2013 met een pagara en een defilé van auto's en motoren zijn nieuwe Suriname Motorsport Park in Para opende. Hiermee werd de eerste officiële racebaan van Suriname geopend. De baan is een kilometer lang en achttien meter breed en geschikt voor het organiseren van dragraces. Tijdens de opening werd het doel uitgesproken om het aantal racebanen in Suriname uiteindelijk uit te breiden naar zeven.
Er zijn ook nog andere plaatsen voor motorsport, zoals de op de Vasilda Crossbaan in Lelydorp.
Medio jaren 2020 zit motorcross in Suriname in de lift.